# 체코 정부
체코 공화국 정부(체코어: Vláda České republiky)는 체코의 정부이다. 정부 구성원은 대통령, 총리, 각 부처 장관, 차관로 구성된다.
체코 공화국은 행정부, 입법부, 사법부가 삼권분립을 이루고 있다.

## 입법부
체코의 입법부는 체코 의회이다.

## 행정부
체코 행정부의 수반은 총리이다. 